# RADAR (gruppo musicale)
I RADAR sono un gruppo musicale pop/elettronico italiano, formatosi a Verona nel 1980.

## Storia
La formazione originale comprendeva Nicola Salerno, Alessandro Ceradini, Vittorio Zibordi, Gionata Lao, Catone Muchetti.
Il gruppo fu messo sotto contratto dalla WEA Italiana per tre album, ma il contratto fu sciolto dopo la pubblicazione dell'LP omonimo (RADAR del 1982) e di un singolo (Una splendida emicrania). Nello stesso anno, i RADAR apparvero in trasmissioni televisive fra cui Domenica in, Discoring e Un disco per l'estate 1982, partecipando nella categoria "Giovani" con Una splendida emicrania. Nel 1983 lo stesso brano apparve nella colonna sonora del film commedia Arrivano i miei di e con Nini Salerno. Successivamente, Nicola Salerno si dedicò ad altri progetti.
Una nuova formazione dei RADAR, riunita da Salerno nel corso del 2015, lavorò prima a un singolo (Plastic People, uscito nel 2016, basato su una poesia di Aldo Nove, con il quale il gruppo entrò direttamente in contatto) e successivamente all'album re-pop (entrambi usciti su etichetta Kutmusic).
La nuova formazione include Gaetano Lonardi, Fabio Basile e Joyello Triolo, le musiche sono composte interamente da Nicola Salerno, come nel disco del 1982. Vengono realizzati due videoclip per i brani Plastic People e Grugy.
A fine 2019 è uscito il brano Falso Reggaeton, come primo singolo di un nuovo album previsto per il 2020. Il periodo di lockdown causato dalla pandemia del coronavirus ha impedito le attività legate alla realizzazione dell'album che, in seguito all'improvvisa scomparsa del fondatore del gruppo Nicola Salerno, è stato cancellato.
Nicola Salerno è mancato l'11 giugno 2020 e, in seguito a questo doloroso evento, i rimanenti membri della band hanno ufficialmente dichiarato chiusa l'attività dei RADAR.

## Formazione

### Formazione originale
- Nicola Salerno
- Alessandro Ceradini
- Vittorio Zibordi
- Gionata Lao
- Catone Muchetti

### Formazione 2016
- Nicola Salerno
- Gaetano Lonardi
- Joyello Triolo
- Fabio Basile

## Discografia parziale

### Album
- 1982 - RADAR
- 2016 - re-pop

### Singoli
- 1982 - Una splendida emicrania
- 1982 - Maracas nella gola
- 2016 - Plastic People
- 2019 - Falso Reggaeton

### Partecipazioni
- 1982 - AA.VV. Artisti vari con il brano Maracas nella gola
- 2006 - AA.VV. Killed By Dad # 1 - 1977-1982 La raccolta con il brano Zona Endoten

## Citazioni e omaggi
- Lo scrittore Aldo Nove cita i RADAR all'interno del breve racconto Cose veloci dedicato al cantante Garbo e ad altre memorie televisive e musicali degli anni ottanta.[8]